# Torpedo (gruppo musicale)
I Torpedo sono un gruppo musicale italiano formato a Roma nel 1998.

## Storia
Dopo aver mosso i primi passi nel panorama musicale romano i Torpedo registrano il loro primo album Radio Torpedo Indipendente nel 2001, disco che sarà distribuito da il manifesto e che vanta la collaborazione, tra gli altri, del trombettista Roy Paci. A seguito dell'album i Torpedo cominciano a suonare in giro per l'Italia.
Nel 2004 pubblicano il loro secondo album L'Ingranaggio, una miscela di reggae e ska in cui le venature elettroniche del gruppo si fanno molto consistenti. Anche per questo secondo lavoro discografico i Torpedo si avvalgono di collaborazioni importanti come quella con i salentini Sud Sound System. Nel 2005 l'album viene ristampato con una nuova veste grafica. Sempre in quest'anno i Torpedo realizzano il videoclip del singolo Le Mani Sopra Roma.
Nello stesso anno il gruppo collabora con Libero De Rienzo per la realizzazione della colonna sonora di Sangue - La morte non esiste, lungometraggio uscito nelle sale cinematografiche. Anche un altro film, Amatemi di Renato De Maria contenente una traccia del disco L'Ingranaggio all'interno della colonna sonora curata dal cantautore Riccardo Sinigallia.
Nel 2007/2008 parte della band crea un ampio collettivo di hip hop suonato, chiamato Junglabeat Acid Orchestra e un quartetto di drum'n'bass suonata dal vivo, chiamato Dojobreakers, che apre i concerti romani di Mad Professor e Congonutty. Tra il 2007 e il 2009 alcuni componenti, in particolare Federico Camici e Andrea Cota, si dedicano al teatro realizzando le musica per tre spettacoli teatrali e prendendo parte agli spettacoli stessi come musicisti in scena.
Nel 2008 nasce la collaborazione con Stefano Benni per il quale sonorizzano due brani, I Supereroi e Il Padre in occasione delle registrazioni di Grida!, un DVD uscito nelle edicole abbinato a il manifesto, Liberazione e Carta per la sensibilizzazione sul teme delle morti sul lavoro.
Nell'aprile 2009 pubblicano il terzo album, TerraStation che vede l'entrata in formazione di Kohra, già cantante dei Papacalura. Il disco, distribuito nei negozi dalla Edel Music, contiene collaborazioni con nomi della scena musicale italiana e internazionale. Oltre ad un brano con il testo di Stefano Benni spiccano le partecipazioni del genio della musica dub Lee Perry e il collettivo hip hop newyorkese Dujeous.
La copertina è curata dagli street artist Sten e Lex.
Nell'ottobre 2009 esce Sacco o Vanzetti, primo album solista del rapper Kento, in cui la band Torpedo ha realizzato la base del singolo che anticipa l'uscita dell'album.
Nell'autunno 2009 partecipano all'iniziativa di tributo al festival di Woodstock in occasione del quarantennale dal grande concerto. Il disco è composto da brani registrati durante il festival Italia Wave, a cui la band prende parte nel mese di luglio, e l'album viene pubblicato in allegato alla rivista XL del mese di ottobre.
Con il nome di Torpedo Sound Machine il collettivo si dedica alla produzione musicale. Con questo marchio esce nel marzo 2010 il primo singolo del nuovo progetto solista di Adriano Bono, voce storica dei Radici nel Cemento. Nello stesso mese la TSM produce un singolo legato alla campagna di Greenpeace contro il ritorno del Nucleare in Italia, collaborando con lo stesso Adriano Bono, Leo Pari, Piotta, 99 Posse e Punkreas.

## Altre attività
Federico Camici, bassista della band, e Andrea Cota, chitarrista, conducono per tutta la stagione 2008-2009 il sabato pomeriggio una trasmissione radiofonica chiamata Radio TerraStation sulle frequenze di Radio Popolare Roma (103,300 Mhz). Per la stagione 2009-2010 presentano invece un nuovo contenitore musicale settimanale in onda tutti i mercoledì sera dalle 21 alle 22 e 30 chiamato Supermarket.

## Formazione

### Formazione attuale
- Khora - voce
- Andrea "Loko" Cota - voce e chitarra
- Federico Camici - voce e basso
- David "Shiny D" Assuntino - voce e tastiere

### Ex componenti
- Giancarlo Mura - batteria
- Emanuele Cefalì - sax tenore
- Dj Jack - turntables
- Emiliano Carletta - chitarra
- Fabrizio Pieretti - sax tenore
- Adele Mosiello - sax alto
- Roberto Alacevich - trombone
- Gianluca "Fibra" Vigliar - sax tenore
- Riccardo Saulle - tromba

## Discografia

### Album
- 2001 - Radio Torpedo Indipendente (Altipiani - il manifesto)
- 2004 - L'Ingranaggio (V2 - Sony)
- 2005 - L'Ingranaggio (new edition) (V2 - Edel Music)
- 2009 - TerraStation (WayOut/Torpedo - Edel)

### Singoli
- 2001 - Pankrazio
- 2002 - Apparecchio Mediatico
- 2005 - Le Mani Sopra Roma
- 2009 - Sempre La Stessa Musica
- 2009 - Come Una Cavia
- 2010 - Er Letto/Le risate der Papa (Adriano Bono & Torpedo Sound Machine)
- 2010 - No al Nucleare (Artisti contro il nucleare: Adriano Bono & Torpedo Sound Machine, Punkreas, Piotta, 99 Posse, Leo Pari)

### Raccolte
- 2002 - Si Reggae Forte (Altipiani - il manifesto)
- 2002 - Fuori dal Centro (Gridalo Forte Records)
- 2005 - Reska vol.2 (ViviCatania)
- 2009 - Woodstock. 40 anni dopo. (Fondazione Arezzo Wave/XL)

## Videografia
- 2005 - Le Mani Sopra Roma
- 2008 - Torpedo blob
- 2009 - TerraStation Blip 01
- 2009 - TerraStation Blip 02
- 2009 - TerraStation Blip 03
- 2009 - Come una cavia
- 2009 - Live at Italia Wave